# Batwoman (Kate Kane)
Katherine Rebecca "Kate" Kane är en seriefigur från DC Comics, och är deras andra figur, efter Kathy Kane, som har gått under namnet Batwoman. Hon skapades av Geoff Johns, Grant Morrison, Greg Rucka, Mark Waid och Ken Lashley, och introducerades i juni 2006 i nummer 7 av serietidningen 52.
År 2009 blev hon huvudrollsinnehavare i tidningen Detective Comics, och i september 2011 fick hon en egen serietidning vid namn Batwoman, som publicerades månatligen till mars 2015. Hon framträder i den animerade filmen Batman: Bad Blood år 2016, där hon röstskådespelas av Yvonne Strahovski. Ruby Rose skildrade karaktären i TV-serien Batwoman.